# Скабаровщина
Скабаровщина (укр. Скабарівщина) — село в Гороховской городской общине Луцкого района Волынской области Украины.
До 2020 года входило в Гороховский район.
Код КОАТУУ — 0720886003. Население по переписи 2001 года составляет 4 человека. Почтовый индекс — 45734. Телефонный код — 3379. Занимает площадь 0,8 км².